# Llista de monuments de Girona

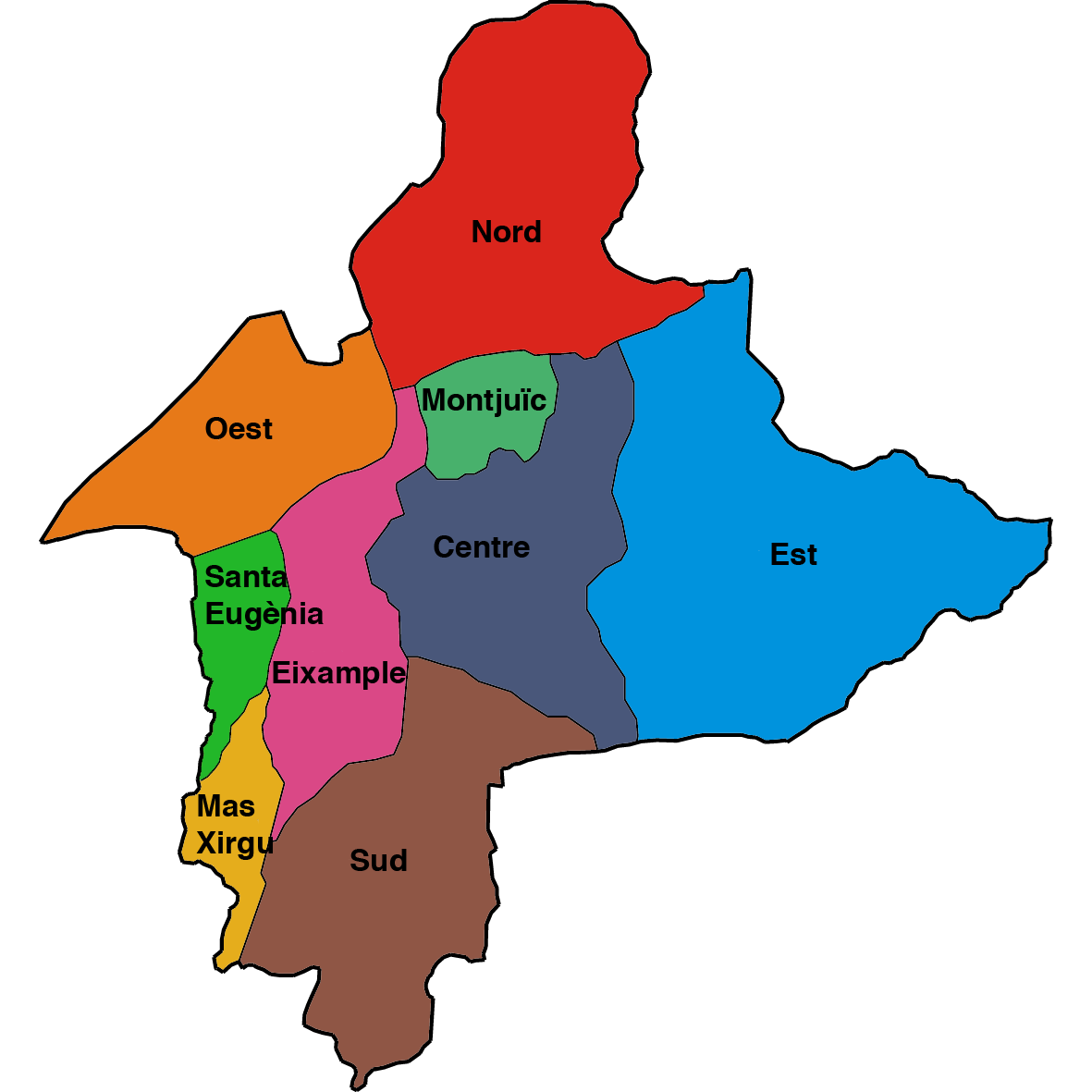
Barris de Girona

Llista de monuments de Girona inclosos en l'Inventari del Patrimoni Arquitectònic Català per al municipi de Girona. Inclou els inscrits en el Registre de Béns Culturals d'Interès Nacional (BCIN) amb la classificació de monuments històrics, els Béns Culturals d'Interès Local (BCIL) de caràcter immoble i la resta de béns arquitectònics integrants del patrimoni cultural català.
A causa de l'extensió dels elements inventariats, la llista se subdivideix en dues àrees:
- Llista de monuments de Girona (centre), pel barri del Centre que inclou els sectors del barri Vell, Mercadal i Carme.
- Llista de monuments de Girona (perifèria), per la resta de barris de Girona: Eixample, Est, Mas Xirgu, Montjuïc, Nord, Oest, Santa Eugènia i Sud.